# 山口昇士
山口 昇士（やまぐち のぶお、1944年10月14日 - 2024年9月3日）は、日本の政治家。元神奈川県箱根町長（5期）。

## 来歴
神奈川県小田原市出身。1967年（昭和42年）3月、明治大学商学部商学科卒業。同年9月1日、箱根町役場の事務員となる。
1993年（平成5年）3月31日、箱根町役場を依願退職。同年4月1日、箱根町助役に就任。2000年（平成12年）7月31日、助役を退任。
2000年（平成12年）11月15日、箱根町長に就任。2016年（平成28年）10月30日の選挙で5選。投票率は35.82％だった。
2021年、旭日小綬章受章。
2024年9月3日、死去。79歳没。

## 政策・主張
- 2020年（令和2年）4月17日、新型コロナウイルス感染症の拡大を受けて、県の協力金の対象にならない宿泊業者に対し独自の緊急支援補助金を創設したと発表した。1000の事業者が申請すると見込み、財調基金から3億円を取り崩す[7]。
- 同年5月11日、コロナウイルス対策の財源に充てるため、自身と副町長、教育長の6月期末手当を50％減額すると発表した。町議14人の期末手当についても50％減額する。また、町職員の管理職の期末・勤勉手当については10％減額する[8]。